# Brignoliella delphina
Brignoliella delphina là một loài nhện trong họ Tetrablemmidae.
Loài này thuộc chi Brignoliella. Brignoliella delphina được Deeleman-Reinhold miêu tả năm 1980.